# The Charge of the Light Brigade (poema)

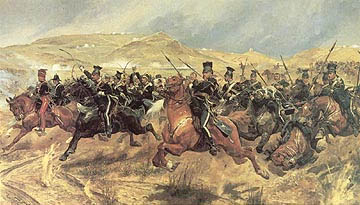
Charge of the Light Brigade de Richard Caton Woodville (1825-1855)

The Charge of The Light Brigade é um poema escrito por Alfred Lord Tennyson no século XIX, que conta a história da Carga da Brigada Ligeira durante a Batalha de Balaclava, que aconteceu em 1854, na Guerra da Crimeia, e envolveu os impérios britânico e russo.
Foi a base para o single The Trooper, da banda inglesa Iron Maiden.
O poema é destaque no filme de 1936 The Charge of the Light Brigade do diretor Michael Curtiz.

## Letra
I
Half a league, half a league,
Half a league onward,
All in the valley of Death
Rode the six hundred.
“Forward, the Light Brigade!
Charge for the guns!” he said.
Into the valley of Death
Rode the six hundred.

II
“Forward, the Light Brigade!”
Was there a man dismayed?
Not though the soldier knew
Someone had blundered.
Theirs not to make reply,
Theirs not to reason why,
Theirs but to do and die.
Into the valley of Death
Rode the six hundred.

III
Cannon to right of them,
Cannon to left of them,
Cannon in front of them
Volleyed and thundered;
Stormed at with shot and shell,
Boldly they rode and well,
Into the jaws of Death,
Into the mouth of hell
Rode the six hundred.

IV
Flashed all their sabres bare,
Flashed as they turned in air
Sabring the gunners there,
Charging an army, while
All the world wondered.
Plunged in the battery-smoke
Right through the line they broke;
Cossack and Russian
Reeled from the sabre stroke
Shattered and sundered.
Then they rode back, but not
Not the six hundred.

V
Cannon to right of them,
Cannon to left of them,
Cannon behind them
Volleyed and thundered;
Stormed at with shot and shell,
While horse and hero fell.
They that had fought so well
Came through the jaws of Death,
Back from the mouth of hell,
All that was left of them,
Left of six hundred.

VI
When can their glory fade?
O the wild charge they made!
All the world wondered.
Honour the charge they made!
Honour the Light Brigade,

Noble six hundred!

## Influências na música
- O grupo de heavy metal inglês Iron Maiden compôs a música The Trooper com sua letra baseada na história contada pelo poema de Tennyson. A canção foi lançada no álbum Piece Of Mind, de 1983
- A banda Fresno incluiu no inicio da canção "Abrace sua sombra" a gravação deste poema declamado por Lord Tennyson, sendo esta uma das primeiras gravações feitas pela humanidade (gravada em um cilindro de cera). [1]

- O poema inspirou o grupo de rock Höffmänn na música "Half A League" (2017).[2]